# Xylopia sericea
Xylopia sericea este o specie de plante angiosperme din genul Xylopia, familia Annonaceae, descrisă de A. St.-hil.. Conform Catalogue of Life specia Xylopia sericea nu are subspecii cunoscute.